# 決戦の大空へ
『決戦の大空へ』（けっせんのおおぞらへ）は、1943年（昭和18年）9月16日に公開された日本の戦争映画。東宝製作。モノクロ。

## 概要
帝国海軍少年航空兵を育成する予科練の生活と訓練、倶楽部の一家との交流を描く。昭和17年の『ハワイ・マレー沖海戦』に引き続き、土浦海軍航空隊の全面的な協力を得て撮影されている。空中戦シーンは、実際の映像を用いず特撮ですべて表現されたが、ミニチュアの精度は『ハワイ・マレー沖海戦』におよばず、特に敵国機は資料不足からディテールの甘いものとなった。挿入歌『若鷲の歌』は大ヒットを記録した。同時上映は『空征く少年通信兵』。

## 出演
- 村松杉枝：原節子
- 弟・克郎：小高まさる
- 妹・しげ子：落合富子
- 母・はる：英百合子
- たつ：高津慶子
- 善吉の母：田中筆子
- 第21分隊第3班長（三田村上等飛行兵曹）：高田稔
- 司令（大佐）：進藤英太郎
- 副長（中佐）：小島洋々
- 飛行隊長（少佐）：下田猛
- 教官兼分隊長（大尉）：清水将夫
- 第21分隊長（南大尉）：黒川弥太郎
- 先任当直士官（加藤大尉）：清川荘司
- 第16分隊第6班長（石田上等飛行兵曹）：河野秋武
- 倉井宗作練習生（飛行兵長）：松尾文人
- 小川米秋練習生（同）：木村功
- 田中利一練習生（同）：武江義雄

## スタッフ
- 製作企画：山下良三
- 脚本：八住利雄
- 演出：渡辺邦男
- 撮影：河崎喜久三
- 音楽：伊藤昇
- 美術：安倍輝明
- 後援：海軍省

## 映像ソフト
- VHS - キネマ倶楽部から発売された[2]。品番 1544[2]
- DVD - 2006年（平成18年）、製作元東宝映画の存続会社である東宝から発売されている。